# Stade Tahar Zoughari
Das Stade Tahar Zoughari (arabisch ملعب طاهر زوقاري, DMG Malʿab Ṭāhir Zūqārī) befindet sich in der nordalgerischen Stadt Relizane. Die Sportstätte, die zirka 30.000 Zuschauern Platz bietet, wird vornehmlich vom örtlichen Fußballklub RC Relizane für die Austragung seiner Heimspiele genutzt. Das Stadion verfügt über eine überdachte Haupttribüne, die Gegentribüne sowie die Kurven sind unüberdacht. Rund um das als Spielfläche genutzte Naturrasenrechteck verläuft eine als Leichtathletikanlage nutzbare Laufbahn. Das Stadion liegt im Westen der Stadt in der Nähe der Route nationale 4, die Algier mit Oran verbindet.